# LGBT práva na Ukrajině

Duhová mapa Ukrajiny

Lesby, gayové, bisexuálové a translidé (LGBT) se na Ukrajině setkávají s právními komplikacemi neznámými pro většinové obyvatelstvo. Konsensuální stejnopohlavní sexuální styk mezi dospělými je na Ukrajině legální, ale odlišná sexuální orientace nebo genderová identita není ze strany většiny Ukrajinců akceptovaná. Homosexuální páry a domácnosti jimi tvořené nemají přístup ke stejné právní ochraně jako heterosexuální páry.
Po rozpadu Sovětského svazu a získání nezávislosti v roce 1991 se ukrajinská LGBTIQ+ komunita začala stávat čím dál více sociálně i politickou viditelnou a v Kyjevě, Oděse, Charkově a Kryvyj Rih se uskutečnilo několik LGBT událostí, které se však stávaly terčem násilných útoků ze strany nacionalistických skupin. Většina Ukrajinců se hlásí k Východní pravoslavné církvi, která má nezanedbatelný vliv na vnímání sexuálních menšin ze strany společnosti. Pravoslavná církev obecně vzato odmítá LGBT události a spolky z důvodu takzvané ochrany morálky a nepřímo podporuje i násilí a útoky mířené proti nim. Z tohoto důvodu většina Ukrajinců cítí potřebu o svou skutečnou sexuální orientaci nebo genderovou identitu skrývat před okolím kvůli obavám z případné diskriminace nebo šikany. Několik  ukrajinských politiků dokonce v minulosti i prosazovalo legislativu omezující svobodu projevu a shromažďovací právo LGBT lidí, takzvané "zákony proti LGBTIQ+ propagandě". Veškeré příslušné návrhy byly buď staženy nebo zamítnuty parlamentem.
Podle evropské studie z roku 2010 by 28 % Ukrajinců přiznalo LGBT jednotlivcům právo na svobodný život v souladu s jejich odlišnou sexuální orientací nebo genderovou identitou. Jiný průzkum z roku 2017 shledal, že by 56 % Ukrajinců přiznalo homosexuálům a bisexuálům stejná práva, což lze považovat za výrazný posun ve veřejném mínění. Ukrajina se díky světovému trendu spočívajícímu v postupně se zvyšující akceptaci jiných sexuálních orientací a genderových identit začala stávat čím dál víc LGBTIQ+ inkluzivní. V roce 2015 přijal ukrajinský parlament novelu zákoníku práce, která nově zakazuje homofobní, bifobní a transfobní diskriminaci na pracovišti a je translidem umožněná úřední změna pohlaví. Gayové a bisexuální muži rovněž smějí darovat krev. Ukrajinské úsilí o členství v Evropské unii jde ruku v ruce s čím dál více se zvyšující mírou akceptace a legislativní ochrany LGBTIQ+ lidských práv. Podle Mezinárodní gay a lesbické asociace (International Lesbian, Gay, Bisexual, Trans and Intersex Association - ILGA) se Ukrajina z hlediska LGBTIQ+ inkluzivní politiky nachází na 36. místě ze 49 sledovaných evropských zemí. Ve srovnání s členskými státy EU má nejblíž k Litvě a Rumunsku. 

## Stejnopohlavní sexuální styk
Za sovětské éry byla homosexualita trestná. V roce 1991 došlo k revizi trestního zákoníku a posílení práva na ochranu soukromí. Za současné právní úpravy je trestná pouze prostituce, pohlavní styk s nezletilými osobami nebo vzbuzující veřejné pohoršení.

## Stejnopohlavní soužití
Článek 51 ukrajinské ústavy manželství přímo definuje jako dobrovolný svazek muže a ženy. Stejnopohlavní manželství není nijak legálně uznáváno, ani jiná forma státem uznaného stejnopohlavního soužití.
23. listopadu 2015 přijala ukrajinská vláda akční plán implementace Národní strategie lidských práv do roku 2020, jehož součástí mělo být mimo jiné i předložení návrhu zákona o registrovaném partnerství pro heterosexuální a homosexuální páry v roce 2017. Nicméně začátkem roku 2018 se ukrajinské ministerstvo spravedlnosti nechalo slyšet, že případná legalizace registrovaného partnerství na Ukrajině je právně neprůchozí z důvodu vysokého počtu stížností ze strany regionálních zastupitelstev a církevních orgánů a jiných náboženských organizací.
V červnu 2018 ukrajinský resort spravedlnosti znovu potvrdil, že v ukrajinské právní kultuře neexistuje žádný prostor pro legalizaci homosexuálních sňatků, případně jakéhokoliv právního rámce pro stejnopohlavní soužití.

## Ochrana před diskriminací a obtěžováním
V roce 2015 byly parlamentem přijaty zákony proti diskriminaci LGBT lidí. Prezidentská strategie pro roky 2014–2017 obsahovala řadu dalších změn. Navržený zákoník práce však tyto změny ignoroval.
Akce pod názvem Pochod rovnosti, která se dá definovat jako Gay Pride, v roce 2015 byla chráněna násobně větším počtem policistů, než bylo přímých účastníku. Poprvé podobná akce proběhla v centru hlavního města Kyjeva. K akci se připojili poslanci ukrajinského a evropského parlamentu. Ve spolupráci s policií a městskou vládou se připravoval Kyjevský pride 2016.

## Rodina a manželství
Dvojice, které chtějí vstoupit do manželství na Ukrajině, musí být různého pohlaví. Stejnopohlavní manželství je ústavně zakázáno a neexistuje zde žádný jiný právní institut pro homosexuální dvojice.

## Společnost
| „                                                  | "Vím o jednom 19letém chlapci, který nešťastnou náhodou nechal doma ležet svůj laptop, kde měl otevřený chat se svým přítelem. Jakmile na to jeho rodiče přišli, byl více než rok držen v domácím vězení bez možnosti chodit do školy nebo práce, a to všechno kvůli obavám z případné hanby. Jedná se o nechvalně známou rodinnou tragédii." | “ |
| — Stas Mišenko, místopředseda Gay aliance Ukrajina | |   |

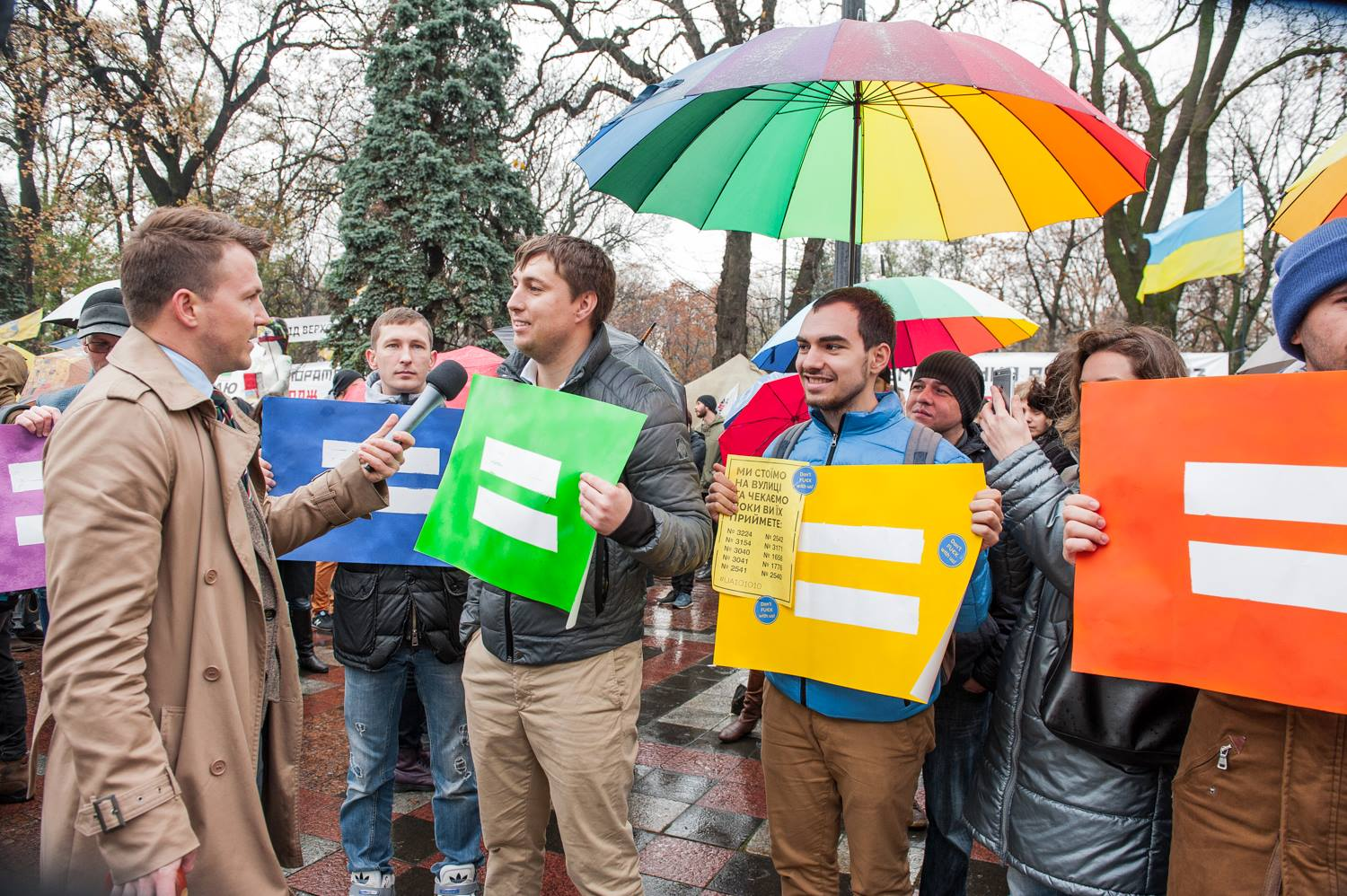
Manifest na podporu rovných pracovních příležitostí před ukrajinským parlamentem, 2015

Odlišná sexuální orientace nebo genderová identita je na Ukrajině stále velkým tabu. Většina Ukrajinců se otevřeně hlásí k Pravoslavné nebo Katolické církvi, a homosexualitu nebo netradiční genderové role považuje za nemorální.
Těsně před konáním festivalu Kyiv Pride 25. května 2013 se představitel Ukrajinské pravoslavné církve patriarcha Filaret nechal slyšet, že všichni podporovatelé LGBT práv zasluhují zatracení, a arcibiskup Ukrajinské řeckokatolické církve Svjatoslav Ševčuk zašel ještě dál. Homosexualitu označil za těžký hřích, který je závažný stejně jako zabití.
V úvahu je třeba vzít také skutečnost, že vyjma tradičního náboženského učení byla většina Ukrajinců s lidskou sexualitou obeznámena jen ve velmi omezené míře, a tudíž toho o jiných sexuálních orientacích nebo genderových identitách moc neví. Nedostatečná sexuální výchova pak jde ruku v ruce s vnímáním homosexuálů coby asociálních a nebezpečných jednotlivců a jejich spojováním s pohlavně přenosnými chorobami, zejména HIV/AIDS.
Za sovětské éry byly neheterosexuální vztahy obecně vykreslovány jako nenormální. Tato sovětská mentalita spočívající v tabuizaci či dokonce odmítání lidské sexuality zůstává v určité míře zachována dodnes.
Report z roku 2011 potvrdil několik případů šikany a násilí páchané na ukrajinské LGBT komunitě. Mnoho LGBT Ukrajinců uvedlo, že považuje za bezpečnější lhát o své skutečné sexuální orientaci nebo genderové identitě kvůli obavám z případné diskriminaci, v horším případě i násilí. Trestná činnost motivovaná předsudky nebo nenávisti vůči LGBT komunitě je několikrát zmiňovaná zahraničním tiskem. Ačkoliv jí ukrajinské zákony oficiálně trestají, je značná část veřejnosti na Ukrajině i v zahraničí přesvědčená, že jí ukrajinská vláda tiše toleruje.

## Vláda a politika
12. prosince 1991 se Ukrajina stala první postsovětskou republikou, která podepsala deklaraci OSN ohledně dekriminalizace homosexuality. Konsensuální pohlavní styky mezi způsobilými osobami (tzn. staršími 16 let) téhož pohlaví vykonané v soukromí byly zlegalizovány v rámci postsovětské reformy trestního zákoníku. Operativní změny pohlaví byly zlegalizovány v r. 1996. Jinak mají však ukrajinští politici tendenci LGBT práva ignorovat a v některých případech dokonce i podporují předsudky ve zdejší společnosti.

### Ústavní práva
Ukrajinská ústava nepřipouští manželství osob stejného pohlaví.
Ústava přijatá v r. 1991 se nijak explicitně nezmiňuje o sexuální orientaci a genderové identitě. Obsahuje však několik ustanovení o základních lidských právech, včetně práva rovného zacházení bez ohledu na politické, náboženské či jiné přesvědčení. Toto by se dalo aplikovat i na respekt LGBT práv, nicméně zdejší soudnictví se této interpretaci zpravidla vyhýbá.

### Politické strany a politici
Žádná ze zdejších vládnoucích i opozičních stran nemá ve svém volebním programu podporu LGBT práv. Postoj zdejších politiků k problematice práv LGBT minority je všeobecně obestřen předsudky a nepřátelstvím.
V r. 1999 bývalý ukrajinský prezident Leonid Kravčuk oficiálně v parlamentu řekl, že země má mnohem více palčivějších problémů na řešení, než jsou LGBT práva, a že homosexualita jako taková je buď dílem mentální poruchy, případně zhoubného vlivu ze zahraničních filmů.
V r. 2007 předseda Komise pro lidská práva nazval homosexuální muže úchyly, proti nimž je třeba podniknout patřičné kroky. Jiný poslanec se pokusil v parlamentu prosadit zákon, podle něhož by se dala veřejná publikace LGBT témat považovat za nezákonnou stejně jako pornografie.

### Legislativa z let 2012/2013
Návrh zákona, který by trestal veřejnou diskusi o homosexualitě v médiích, jakož i dovoz, provoz, distribuci a propagaci videozáznamů, fotografií a audiozáznamů podporujících homosexualitu trestem odnětí svobody v maximální délce trvání pět let a pokutou až 5 000 ukrajinských hřiven (616 USD) schválil parlament při prvním čtení 2. října 2012. Zákon byl však ještě postoupen ke druhému čtení  4. října 2012 s tím, že k finálnímu verdiktu dojde až 16. prosince 2012 , a v případě že bude opět kladný, neprodleně se dá prezidentovi (od května 2014  Petro Porošenkovi) k podpisu. Zákon byl ostře kritizován jako homofobní jak ze strany LGBT komunity, tak i lidskoprávních organizací jako je Amnesty International, Evropská unie a OSN. Benátská komise Rady Evropy se k zákonu v červnu 2013 vyjádřila tak, že je nekompatibilní s Úmluvou o ochraně lidských práv a základních svobod a mezinárodními lidskoprávními standardy.

## Stejnopohlavní soužití
Článek 51 Ústavy manželství jasně vymezuje jako dobrovolný svazek muže a ženy. Soud zatím ještě nerozhodl o tom, zda povolit či nepovolit registrované partnerství.

## Práva translidí
Změna pohlaví je na Ukrajině přípustná s výjimkou homosexuálů a osob, kteří se řádně starají o dítě mladší 18 let věku, nebo žijí v manželství. Ti, kteří chtějí tímto procesem projít potřebují povolení od zvláštní komise při Ministerstvu zdravotnictví. Žadatel musí strávit 30 dní na pozorování v psychiatrické léčbě zpravidla spolu s osobami trpícími mentální poruchou, která mu dle uvážení diagnostikuje transsexualitu, která na Ukrajině dosud klasifikována jako duševní porucha.
Úřední změně pohlaví a s ní souvisejícím výdajem nových identifikačních dokumentů musí předcházet operativní změna pohlaví.
V r. 2014 prošlo chirurgickou změnou pohlaví celkem sedm lidí a pět z nich si zároveň převzalo i nové dokumenty.

## Adopce a plánování rodiny
Jednotlivec, který je občanem Ukrajiny, může osvojit bez ohledu na sexuální orientaci, ale stejnopohlavním párům je osvojení přímo zakázáno (Dodatek 211 Zákona o rodině). Navíc osvojitel musí nejméně o 15 let starší než osvojenec a o 18 let starší, pokud osvojenec je zletilá osoba. Zákon rovněž stanovuje, že osoby "které jednají v rozporu se zájmem dětí" nemohou osvojit, nicméně není známo, že by tento zákon byl aplikován na homosexuální osvojitele.
Přísné podmínky platí rovněž i pro zahraniční adopce. Pouze manželské páry skládající se ze dvou osob různého pohlaví mohou osvojovat děti z Ukrajiny.
Nicméně lesbické ženy mají lepší přístup k rodičovství než gayové, protože mají přístup k asistované reprodukci.

## Zdravotní péče
Podle ústavy je bezplatná zdravotní péče právem každého občana Ukrajiny. Jedním z hlavních problémů zdejšího zdravotnictví je vysoký počet osob nakažených virem HIV/AIDS. Ačkoli se valná většina preventivních programů zaměřuje na drogově závislé a prostituci, bylo zde spuštěno i několik speciálních programů pro LGBT komunitu.

## Hnutí za práva LGBT
V roce 1998 byla založená první LGBT organizace. Our World je centrem LGBT komunity a lidskoprávní organizací. V roce 2008 se ukrajinské LGBT organizace sjednotily pod název Unie gay organizací Ukrajiny.

### Festivaly hrdosti a jiná shromáždění
V září 2003 se konal první, byť malý, veřejný festival hrdosti v Kyjevě.
V květnu 2008 bylo ukrajinským LGBT organizacím na poslední chvíli znemožněno konání Mezinárodního dne proti homofobii z důvodu potenciálního rizika konfrontace mezi lidmi pro některé části programu. Římští katolíci, evangelíci, adventisté sedmého dne, eparchie a východní pravoslavná církev žádali místní autority o zákaz konání akcí reprezentovaných příslušníky sexuálních menšin.
V květnu 2012 bylo upuštěno od konání prvního festivalu Ukraine gay pride v Kyjevě z důvodu obav jeho účastníků o vlastní bezpečnost. Tomuto rozhodnutí předcházel útok slzným plynem proti dvěma gay aktivistům ze strany dvou mladých lidí po evakuaci účastníků gay pride policejní eskortou.
Podle odhadů asi 20 LGBT aktivistů zastupujících několik organizací protestovalo před budovou Verhovny Rady během října 2012, kdy se rozhodovalo o přijetí zákona proti podpoře homosexuality.
Dne 23. května 2013 vyšel vstříc ukrajinský soud petici zaslané vedení města Kyjev ohledně zákazu konání všech veřejných akcí s výjimkou oslavy Kyjevského dne v centru města, což de facto znemožnilo konání kyjevského pochodu hrdosti naplánovaného na 25. května. Proto byl jeho účel pozměněn na soukromou akci mimo centrální část Kyjeva. Ten den se na úzké cestě poblíž Puškinova parku a stanice metra Šuljavská  shromáždilo a oslavovalo cca 50 lidí, mezi nimiž bylo nejméně 10 lidí z Mnichova, vč. starosty Hepa Monatzedera, a dalších pár ze Švédska. Akce proběhla pod ochranou 1 500 policistů a během ní došlo k zatčení 13 ze 100 anti-gay protestujících. Nicméně k přímému fyzickému násilí nedošlo. Krátce po hodině se podařilo všechny protestující donutit opustit areál dění. Ze strachu před možnou odvetou začali měnit své oblečení a způsoby dopravy.

## Veřejné mínění
V celonárodním průzkumu Sociologického institutu z r. 2007 16,7 % respondentů rozhodně nesouhlasilo a 17,6 % spíše nesouhlasilo s následujícím prohlášením: Gayové a lesby by měli mít možnost svobodně žít tak, jak jim vyhovuje. Pouze 30,2 % rozhodně souhlasilo nebo spíše souhlasilo. V porovnání se 24 zkoumanými zeměmi se jednalo o velmi nízký počet souhlasů.
Podle výsledků průzkumu od společnosti Angus Reid Global Monitor z r. 2007 považuje 81,3 % Ukrajinců homosexuální vztahy za společensky neakceptovatelné, 13 % za akceptovatelné za určitých podmínek a 5,7 % za zcela akceptovatelné. Ze všech forem sociálně-patologických jevů zaujímala homosexualita v povědomí Ukrajinců třetí místo po řízení v podnapilém stavu a po krádežích. Kromě uvedených je ve zdejší společnosti negativně nahlíženo také na manželskou nevěru (61,5 % ji považuje za zcela neakceptovatelnou, 29,3 % za akceptovatelnou za jistých podmínek), porušování dopravních předpisů (70,2 % neakceptovatelné, 25,6 % někdy), znečišťování životního prostředí (73,3 % nikdy, 22,4 % někdy), daňové úniky (48,5 % neakceptovatelné, 37,5 % někdy), nekalé obohacování (48,3 % neakceptovatelné, 41,6 % někdy) a dále také na potraty, sex mimo manželství, lži a krádeže ze strany blízkých apod.
V rámci statistiky veřejného mínění od té samé společnosti, tj. Angus Reid Global Monitor, z června 2007 ohledně sociálních reforem na Ukrajině měla legalizace manželství osob stejného pohlaví podporu 4,7 %, což byla druhá nejnižší hodnota po potenciální dekriminalizaci měkkých drog.
Výzkum od Gorshenin Institute s názvem "Přístup Ukrajiny k sexuálním menšinám" shledal, že "zcela negativní" postoj zaujímá 57,5 %, "spíše negativní" 14,5 %, "spíše pozitivní" 10 % a "zcela pozitivní" 3 %.
Statistika z května 2013 od GfK Ukraine ukázala 4,6 % podporu stejnopohlavnímu manželství, 16 % podporu jiné formě právního uznání stejnopohlavního soužití a 79,4 % nulovou podporu jakékoli právní úpravy soužití osob stejného pohlaví.
Podle průzkumu od British Council z května 2015 konaném na Krymu, v Doněcku a Luhansku by měla jedna pětina zdejší mládeže problém mít za kamaráda osobu s homosexuální orientací.
Dne 25. září 2016 detekovaly evropské vědecké studie, že Ukrajinci vykazují mnohem větší míru homofobie než Albánci a Italové, což potvrzuje hlavní roli kulturních odlišností v homofobních postojích.
Nejaktuálnější průzkum Pew Research Center publikovaný v květnu 2017 ukázal, že pouze 9 % Ukrajinců by podpořilo stejnopohlavní manželství, zatímco 85 % je proti. Co se týče věkové struktury respondentů, tak mladší lidé byli ve vztahu manželství párů stejného pohlaví liberálnější (11 % proti 7 %).

## Životní podmínky
| Legální stejnopohlavní styk                                                             | (1991) |
| Stejný věk legální způsobilosti k pohlavnímu styku pro obě orientace                    | [ 57 ] |
| Anti-diskriminační zákony v zaměstnání                                                  | ( 2015) |
| Anti-diskriminační zákony v přístupu ke zboží a službám                                 | [ 59 ] |
| Anti-diskriminační zákony v ostatních oblastech (homofobní urážky, zločiny z nenávisti) | (2023) |
| Stejnopohlavní manželství                                                               | ) (Ústava přímo definuje manželství jako dobrovolný svazek muže a ženy)                                                                                         |
| Jiná forma stejnopohlavního soužití                                                     | (Navrženo) |
| Adopce dítěte partnera                                                                  | (jednotlivec, který je občanem Ukrajiny, může osvojit dítě bez ohledu na sexuální orientaci)                                                                    |
| Adopce dítěte stejnopohlavními páry                                                     | (zahraniční heterosexuální manželské páry mohou osvojovat děti z Ukrajiny; jedntlivci, co jsou občané Ukrajiny, mohou osvojit bez ohledu na sexuální orientaci) |
| Gayové a lesby mohou otevřeně sloužit v armádě                                          | (závisí na náboženském cítění branné komise ) |
| Možnost změny pohlaví                                                                   | (chirurgická změna je přístupná pouze osobám starším 25 let )                                                                                                   |
| Přístup k umělému oplodnění pro lesbické ženy                                           | Yes |

## Útoky proti LGBT komunitě
Odborníci z Amnesty International shledávají: "Na Ukrajině běžně dochází k fyzickému násilí, v krajních případech i vraždám, lidí z motivu jejich skutečné či domnělé sexuální orientace nebo genderové identity. Většina z těchto zločinů není řádně prošetřena a zůstává nepotrestána."
22. června 2012 oslovil náhodný muž LGBT aktivistu Tarase Karaiichuka se slovy: "Jsi teplouš?", a poté jej kopl do hlavy a čelisti. Human Rights Watch prohlásila, že by se to autority měly vyšetřovat jako zločin z nenávisti.
6. července 2014 podnikla skupina cca 15-20 neonacistů útok na gay club "Pomada" (Lipstick) v Kyjevě. Podle zpráv měli zamaskovaní útočníci házet do budovy zápalné lahve a praskací kuličky.
29. října 2014 lehl popelem nejstarší kyjevský biograf Zhovten poté, co do něj neznámá osoba hodila zápalnou lahev během promítání francouzského filmu Letní noci v rámci LGBT programu při mládežnickém filmovém festivalu Molodist. Nikdo ze zhruba sta účastníků nebyl zraněn. Policie zadržela dva podezřelé, z nichž jeden konstatoval, že motivem jeho činu nebylo žhářství, nýbrž protest proti filmům s LGBT tematikou.
Podle zprávy od lidskoprávního aktivisty a reprezentanta LGBT skupiny Our World Oleksandra Zinchenka ze 3. června 2015 mělo být na Ukrajině spácháno 40 zločinů z nenávisti vůči LGBT lidem v r. 2014, zatímco v r. 2015 jich mělo být 10.